# Rengshausen
Rengshausen ist ein Ortsteil der Gemeinde Knüllwald im nordhessischen Schwalm-Eder-Kreis.

## Geographische Lage
Rengshausen liegt im Nordteil des Knüllgebirges an der Mündung des Lingelbachs in den Fulda-Zufluss Beise, rund 4,5 km östlich von Remsfeld, dem Sitz der Knüllwalder Gemeindeverwaltung.

## Geschichte
Der älteste erhaltene schriftliche Nachweis des Ortes datiert auf das Jahr 1003 und entstammt der Grenzbeschreibung des Eherinefirst in einer Schenkungsurkunde König Heinrichs II. über Wildrechte an die Abtei Hersfeld. In der Urkunde wird der Ort als „Regingozeshuson“ erwähnt. Das „Gericht Rengshausen“ mit den Dörfern Hausen, Licherode, Lichtenhagen, Nausis und Nenterode gehörte ab 1579 zum Amt Rotenburg, das von 1627 bis 1835 Teil der Rotenburger Quart war.
Zum 31. Dezember 1971 fusionierte die bis dahin selbständige Gemeinde Rengshausen im Zuge der Gebietsreform in Hessen zusammen mit den Gemeinden Hausen, Lichtenhagen, Nausis und Nenterode freiwillig zur neuen Gemeinde Rengshausen. Diese wiederum wurde zum 1. Januar 1974 kraft Landesgesetz in die Gemeinde Knüllwald eingemeindet. Für die nach Knüllwald eingegliederten, ehemals eigenständigen Gemeinden wurde je ein Ortsbezirk mit Ortsbeirat und Ortsvorsteher nach der Hessischen Gemeindeordnung gebildet. Der Ortsbeirat Rengshausen besteht aus neun Mitgliedern.
Bis 2015 war der Ort ein anerkannter Luftkurort.

## Bevölkerung
Einwohnerstruktur 2011
Nach den Erhebungen des Zensus 2011 lebten am Stichtag, dem 9. Mai 2011, in Rengshausen 576 Einwohner. Darunter waren 18 (3,1 %) Ausländer. Nach dem Lebensalter waren 114 Einwohner unter 18 Jahren, 207 zwischen 18 und 49, 135 zwischen 50 und 64 und 123 Einwohner waren älter. Die Einwohner lebten in 234 Haushalten. Davon waren 66 Singlehaushalte, 54 Paare ohne Kinder und 90 Paare mit Kindern, sowie 21 Alleinerziehende und 3 Wohngemeinschaften. In 45 Haushalten lebten ausschließlich Senioren und in 150 Haushaltungen lebten keine Senioren.

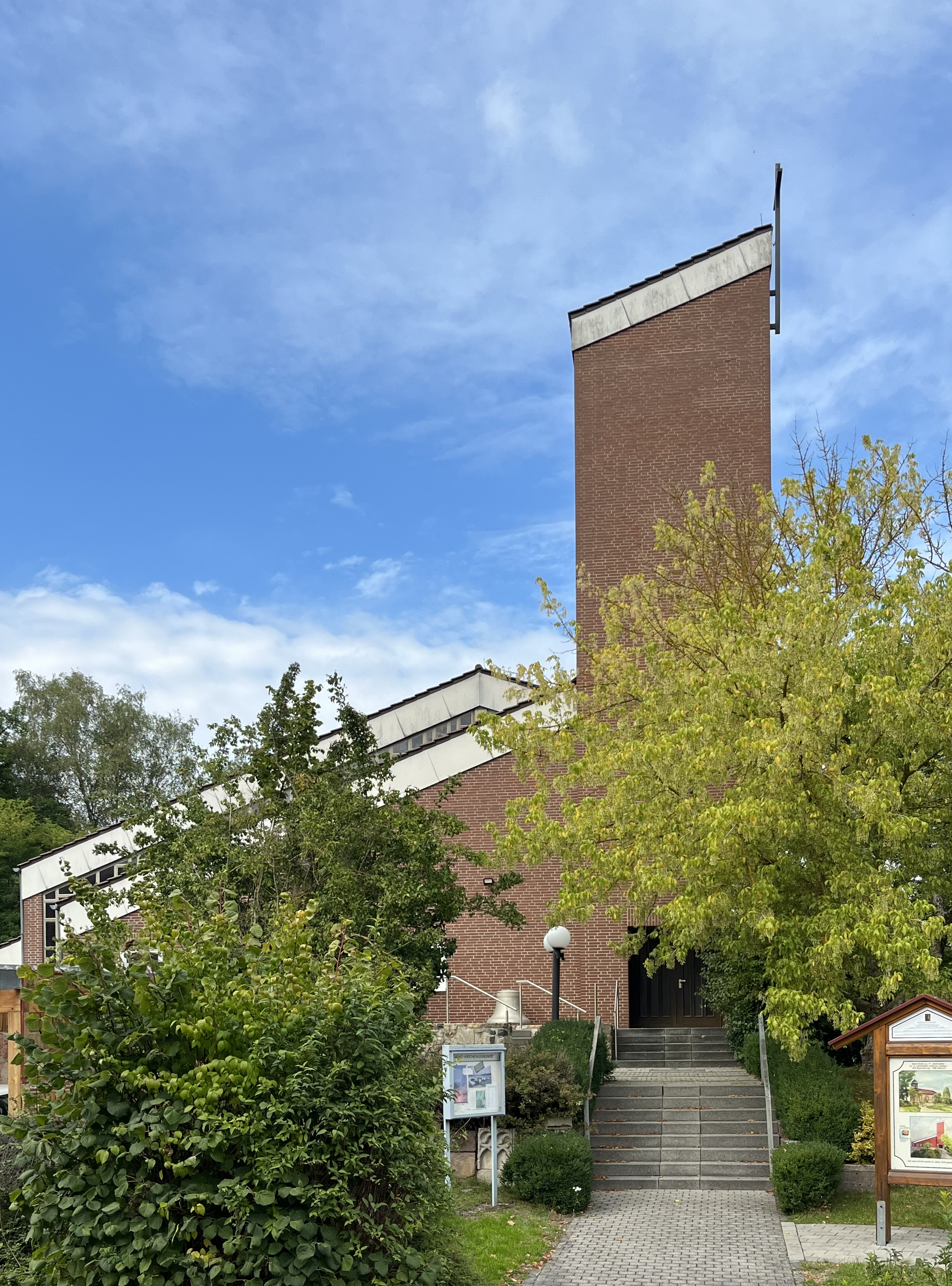
Eingangsseite

Einwohnerentwicklung
| Rengshausen: Einwohnerzahlen von 1773 bis 2011 | Rengshausen: Einwohnerzahlen von 1773 bis 2011 | Rengshausen: Einwohnerzahlen von 1773 bis 2011 | Rengshausen: Einwohnerzahlen von 1773 bis 2011 | Rengshausen: Einwohnerzahlen von 1773 bis 2011 |
| --- | ---------------------------------------------- | ---------------------------------------------- | ---------------------------------------------- | ---------------------------------------------- |
| Jahr |                                                |                                                |                                                | Einwohner                                      |
| 1773 | 1773                                           |                                                | 376                                            | 376                                            |
| 1800 | 1800                                           |                                                | ?                                              | ?                                              |
| 1834 | 1834                                           |                                                | 555                                            | 555                                            |
| 1840 | 1840                                           |                                                | 606                                            | 606                                            |
| 1846 | 1846                                           |                                                | 642                                            | 642                                            |
| 1858 | 1858                                           |                                                | 721                                            | 721                                            |
| 1871 | 1871                                           |                                                | 619                                            | 619                                            |
| 1875 | 1875                                           |                                                | 638                                            | 638                                            |
| 1885 | 1885                                           |                                                | 595                                            | 595                                            |
| 1895 | 1895                                           |                                                | 570                                            | 570                                            |
| 1905 | 1905                                           |                                                | 698                                            | 698                                            |
| 1910 | 1910                                           |                                                | 479                                            | 479                                            |
| 1925 | 1925                                           |                                                | 538                                            | 538                                            |
| 1939 | 1939                                           |                                                | 506                                            | 506                                            |
| 1946 | 1946                                           |                                                | 539                                            | 539                                            |
| 1950 | 1950                                           |                                                | 544                                            | 544                                            |
| 1956 | 1956                                           |                                                | 778                                            | 778                                            |
| 1961 | 1961                                           |                                                | 780                                            | 780                                            |
| 1967 | 1967                                           |                                                | 750                                            | 750                                            |
| 1980 | 1980                                           |                                                | ?                                              | ?                                              |
| 1990 | 1990                                           |                                                | ?                                              | ?                                              |
| 2000 | 2000                                           |                                                | ?                                              | ?                                              |
| 2011 | 2011                                           |                                                | 576                                            | 576                                            |
| Datenquelle: Historisches Gemeindeverzeichnis für Hessen: Die Bevölkerung der Gemeinden 1834 bis 1967. Wiesbaden: Hessisches Statistisches Landesamt, 1968. Weitere Quellen: LAGIS; Zensus 2011 |                                                |                                                |                                                |                                                |

Historische Religionszugehörigkeit
| Quelle: Historisches Ortslexikon |                                                                                               |
| • 1885:                          | 690 evangelische (= 96,85 %), vier katholische (= 0,57 %), vier jüdische (= 0,57 %) Einwohner |
| • 1961:                          | 626 evangelische (= 89,81 %), 52 katholische (= 7,46 %) Einwohner                             |

## Politik
Für Rengshausen besteht ein Ortsbezirk (Gebiete der ehemaligen Gemeinde Rengshausen) mit Ortsbeirat und Ortsvorsteher nach der Hessischen Gemeindeordnung. Der Ortsbeirat besteht aus neun Mitgliedern.
Bei den Kommunalwahlen in Hessen 2021 betrug die Wahlbeteiligung zum Ortsbeirat Rengshausen 58,80 %. Alle Kandidaten gehörten der „Gemeinschaftsliste Rengshausen“ an. Der Ortsbeirat wählte Jonas Nöding zum Ortsvorsteher.

## Infrastruktur
- Im Ort treffen sich die Landesstraßen 3254 und 3465.
- Im Ort gibt es eine Grundschule.
- Auch eine Einrichtung der Diakonie, die Stiftung Beiserhaus, hat hier ihren Sitz.

## Persönlichkeiten
- Emil Rausch (1807–1884), lutherischer Geistlicher, Pfarrer in Rengshausen, Gründer des Beiserhauses
- Karl Julius Rausch (1844–1911), lutherischer Geistlicher, Abgeordneter des Provinziallandtages der preußischen Provinz Hessen-Nassau
- Georg Wilhelm Wissemann (1854–1925), Theologe, Abgeordneter des Provinziallandtages der Provinz Hessen-Nassau
- Paul Egon Heinrich Lüth (* 20. Juni 1921 in Perleberg; † 6. August 1986 in Rengshausen) war ein deutscher Arzt, Medizinsoziologe, Schriftsteller und Publizist.
- Guntram Schönfeld (* 1952), Prähistoriker, geboren in Rengshausen